# 6696 Eubanks
6696 Eubanks eller 1986 RC1 är en asteroid i huvudbältet som upptäcktes den 1 september 1986 av Oak Ridge-observatoriet. Den är uppkallad efter den amerikanske astronomen T. Marshall Eubanks.
Asteroiden har en diameter på ungefär 9 kilometer och den tillhör asteroidgruppen Misa.